# Amt Welschbillig

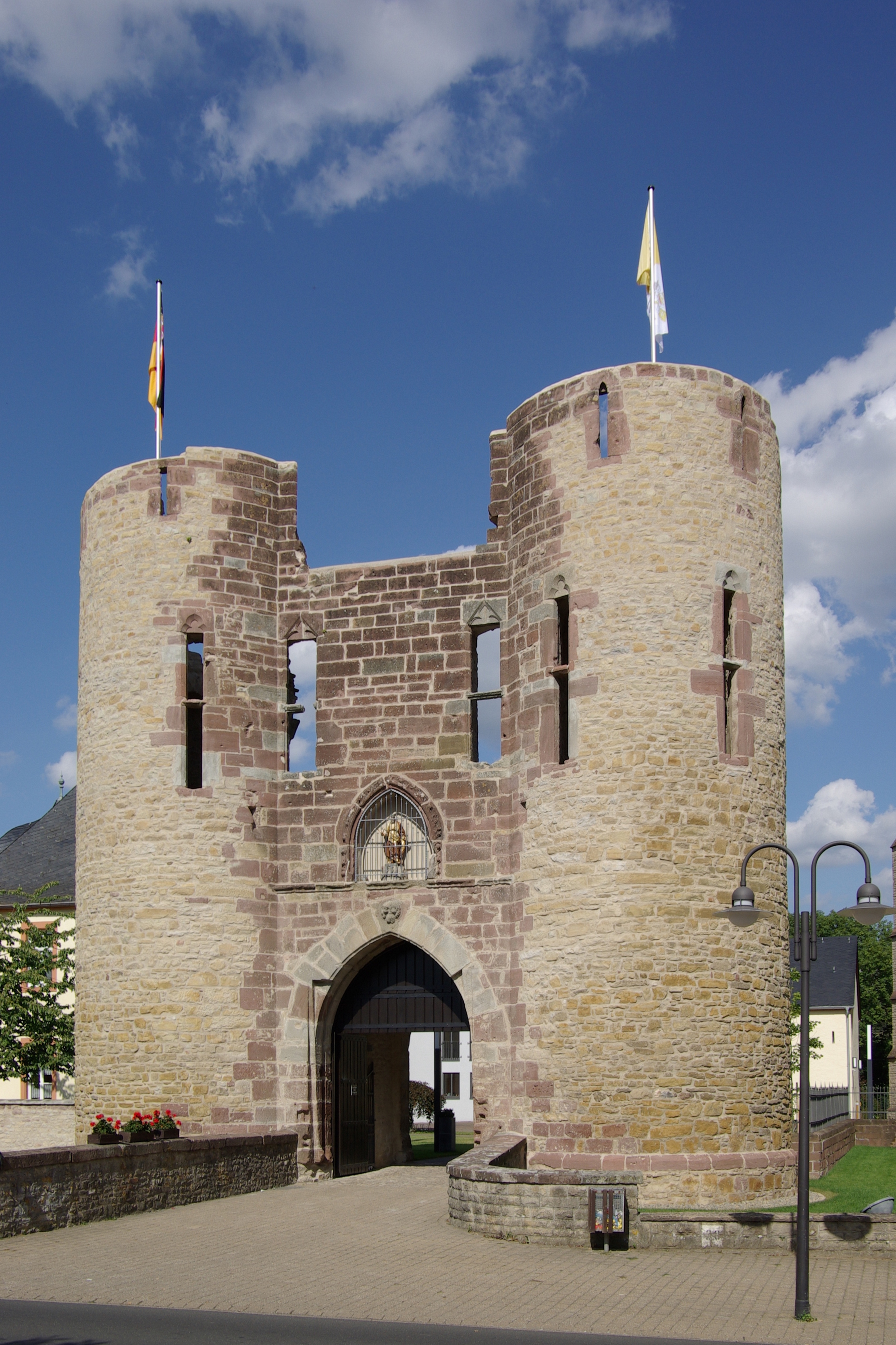
Tor der Burg Welschbillig

Das Amt Welschbillig war im Mittelalter und der Frühen Neuzeit ein kurtrierisches Amt und im 20. Jahrhundert ein preußisches und später bundesdeutsches Amt.
Welschbillig war im Mittelalter eine Stadt und ist heute eine Gemeinde im Landkreis Trier-Saarburg. Das Wahrzeichen ist die Burg Welschbillig, die auch Sitz der kurtrierischen Amtsverwaltung war.
Zum kurtrierischen Amt Welschbillig, das 1374 erstmals erwähnt wurde, gehörten Ende des 18. Jahrhunderts die Ortschaften Besselich, Dahlem, Eisenach, Gilzen, Hinkel (gehört heute zu Luxemburg), Hofweiler, Idenheim, Idesheim, Ittel, Kerscht, Kill, Moehn, Noewel, Olck, Pfalzkill, Roehl, Sülm, Trierweiler, Udelfangen, Wellkill und Welschbillig. Nach der Eroberung der linksrheinischen Gebiete durch Napoleon Bonaparte im Ersten Koalitionskrieg wurde das Amt 1798 aufgelöst und dem Kanton Pfalzel im Arrondissement Trier im Saardepartement zugeschlagen.
Nachdem das Gebiet durch den Wiener Kongress an das Königreich Preußen gefallen war, wurde 1815 die Bürgermeisterei Welschbillig gegründet. Zu ihr gehörten aus dem alten Amt Eisenach, Gilzem, Hofweiler, Ittel, Möhn und Welschbillig; dazu kamen Edingen, Godendorf, Menningen, Minden, Ralingen und Wintersdorf. 1927 wurde die Bürgermeisterei Welschbillig wieder in Amt Welschbillig umbenannt. 1968 entstand daraus die Verbandsgemeinde Welschbillig, die später zur Verbandsgemeinde Trier-Land kam.